# Jane Griffin
Jane Griffin, també coneguda com a Jane Franklin o Lady Franklin (Londres, 4 de desembre de 1791 – Londres, 18 de juliol de 1875) va ser una de les primeres dones a viure a Tasmània, viatgera i segona esposa de l'explorador anglès de l'Àrtida John Franklin.

## Biografia
Jane fou la segona filla de John Griffin, un treballador i més tard director de la Goldsmith's Company, i de la seva muller Jane Guillemard. D'origen hugonot per les dues branques de la família, va néixer a Londres, on es va criar amb les seves germanes Frances i Maryon. Rebé una bona educació i el seu pare va fer tot el possible perquè la completés viatjant sovint pel continent.

### El matrimoni amb John Franklin
Sent jove, Jane s'havia sentit fortament atreta per un científic i metge de Londres, Peter Mark Roget, tot i que la relació no arribà enlloc. Jane havia estat amiga de la primera esposa de John Franklin, Eleanor Anne Porden, que morí a principis de 1825. El 1828 Griffin es va prometre amb Franklin, casant-se el 5 de novembre de 1828. El 29 d'abril de 1829 el rei Jordi IV del Regne Unit va nomenar Franklin cavaller. Durant els següents anys es va veure separada del seu marit durant llargs períodes mentre ell estava de servei pel Mediterrani. El 25 de gener de 1836 va ser nomenat Knight Commander de la Royal Guelphic Order pel rei Jordi IV. També fou nomenat Knight of the Greek de l'Orde del Redemptor. El 1836 Franklin va ser nomenat Tinent-Governador de la Terra de van Diemen, l'actual Tasmània, on arribaren a bord del Fairlie el 6 de gener de 1837.

### Relació amb la colònia d'Austràlia
Lady Franklin va començar a interessar-se per la colònia i es va dedicar a l'exploració de la costa meridional i occidental. El 1839 Lady Franklin es va convertir en la primera dona europea que va viatjar per terra entre Port Phillip i Sydney. L'abril d'aquell mateix any va visitar el nou assentament de Melbourne. Junt amb el seu marit va animar a fundar escoles secundàries per a nens i nenes. El 1841 va visitar Austràlia Meridional i va convèncer el governador, el coronel George Gawler, perquè cedís una mica de terreny, amb vistes del golf de Spencer, per a fer-hi un monument dedicat a Matthew Flinders, el qual fou erigit a finals d'any. Entre 1841 i 1842 va ser la primera dona europea en viatjar per terra entre Hobart i Macquarie Harbour.
Va mantenir una abundant correspondència amb Elizabeth Fry sobre les dones convictes, i va fer el que va poder per millorar la seva situació. Va ser acusada d'utilitzar indegudament la influència que tenia amb el seu marit, però no hi ha proves d'això. Probablement va col·laborar en la fundació de la societat científica que posteriorment es va convertir en la Royal Society of Tasmània. Quan Franklin va ser cridat a Anglaterra, a finals de 1843, van viatjar en primer lloc a Melbourne i després a Anglaterra a través de Nova Zelanda.
La seva popularitat va ser tal a les colònies australianes que quan es va saber que Lady Franklin estava organitzant una expedició amb el vaixell Isabel el 1852, per trobar el seu marit, les subscripcions que es van recollir a la Terra de van Diemen van totalitzar 1.671 £ amb 13/4.

### Desaparició del seu marit
El seu marit va iniciar el seu darrer viatge el maig de 1845, i quan va tenir coneixement de la seva desaparició i que no se'n sabia res Lady Franklin es va dedicar en cor i ànima a durant el resta de la seva vida a saber quin va ser el seu destí.
Lady Franklin va patrocinar cinc expedicions per trobar el seu marit, a banda de dues més que s'hagueren d'avortar. El 1850 envià el Prince Albert, dirigit per Charles Codrington Forsyth i William Parker Snow, a explorar la zona de la península de Boothia. L'any següent envià una segona expedició, de nou amb el Prince Albert, dirigida aquesta vegada per William Kennedy i Joseph René Bellot fins a l'illa del Príncep de Gal·les. El 1852 el vaixell enviat fou l'Isabel, dirigit per Edward Augustus Inglefield, que es dirigí a Groenlàndia. El 1857 partí l'expedició comandada per Francis Leopold McClintock, amb el Fox, gràcies a la qual finalment aconseguí conèixer el destí del seu marit, mort el 1847. Relats anteriors havien suggerit que, al final, l'expedició hagué de recórrer al canibalisme per sobreviure, però Lady Franklin es va negar a creure en aquestes històries, i va manifestar el seu menyspreu per John Rae, que havia estat, de fet, el primer a tornar a casa amb la notícia de la sort correguda pel seu marit. El 1875, poc abans de morir, encara patrocinà una darrera expedició, amb el Pandora, sota el comandament d'Allen Young a l'illa del Príncep de Gal·les.
A banda d'aquestes expedicions patrocinades directament per ella, va oferir una recompensa a qui aportés informació sobre Franklin, a més d'empènyer a molts d'altres a buscar a l'Àrtida. Els seus esforços per conèixer la sort de l'expedició es van convertir en un dels temes més controvertits de la dècada de 1850.

### Darrers anys
El 1860 havia fet tot allò possible per saber el destí del seu marit, i a partir d'aleshores, i fins a la seva mort, ocorreguda a Londres el 18 de juliol de 1875, repartí el seu temps entre Anglaterra i viatjar per tot el món.
Lady Franklin va ser una dona amb un caràcter i una personalitat inusuals. Va ser una de les primeres dones que van viure a Tasmània, havia gaudit d'una bona educació, i viscut en un ambient cultural actiu, la seva empenta va ser reconegut, i va ajudar a crear una nova forma de vida entre els més pròspers colons, un cop superada l'etapa de la mera subsistència. Els seus decidits esforços, fins i tot aportant gran part dels seus propis diners per descobrir el destí del seu marit, van servir per acaparar molts coneixements sobre les regions àrtiques.
La balada Lady Franklin s Lament homenatjava a Lady Franklin per la seva dedicació a la recerca del seu marit perdut.